# CA Douglas Haig
Club Sportivo Belgrano is een Argentijnse voetbalclub uit Pergamino in de provincie Buenos Aires. De club werd genoemd naar de Britse militair Douglas Haig.